# اينزو غيريرو
اينزو غيريرو (بالإسبانية: Enzo Guerrero)‏ هو مدرب كرة قدم ولاعب كرة قدم تشيلي، ولد في 31 يناير 1991 في أنداكولو في تشيلي. لعب مع نادي كوكيمبو أونيدو.

## وصلات خارجية
- اينزو غيريرو على موقع قاعدة بيانات كرة القدم.إي يو (الإنجليزية)
- اينزو غيريرو على موقع Soccerway.com (الإنجليزية)
- اينزو غيريرو على موقع AS.com (الإسبانية)